# Will Cuylle
William Cuylle (Toronto, Ontario, 5 de febrero de 2002) más conocido como Will Cuylle, es un jugador profesional canadiense de hockey sobre hielo que se desempeña en la posición de extremo izquierdo en New York Rangers, equipo de la National Hockey League (NHL).

## Carrera
Fue seleccionado en la segunda ronda en la NHL Entry Draft de 2020. En 2022 hizo su debut profesional con el equipo New York Rangers, donde lleva jugando dos temporadas.